# خوروستتا-کولونگا
خوروستتا-کولونگا (به لهستانی:  Horostyta-Kolonia) یک روستا در لهستان است که در گمینا ورکی واقع شده‌است.